# جامعة أوتاغو
جامعة أوتاغو ((بالماورية: Te Whare Wānanga o Otāgo‏)) هي كليات جامعية مقرها في دنيدن في أوتاغو، نيوزيلندا. وقد حصلت على درجات عالية بالنسبة لمتوسط جودة البحث، وفي عام 2006 [بحاجة إلى تحديث] احتلت المرتبة الثانية في نيوزيلندا بعد جامعة أوكلاند في عدد الباحثين الأكاديميين الحاصلين على تصنيف A التي توظفها. في الماضي، تصدرت تقييم صندوق الأبحاث القائم على الأداء في نيوزيلندا.
تم إنشاء الجامعة من قبل لجنة بقيادة توماس بيرنز، [4]  وتم إنشاؤها رسميًا بموجب مرسوم صادر عن مجلس مقاطعة أوتاجو في عام 1869. قبلت الجامعة طلابها الأوائل في يوليو 1871 ، مما يجعلها أقدم جامعة في نيوزيلندا وثالث أقدم جامعة في أوقيانوسيا. بين عامي 1874 و 1961 كانت جامعة أوتاغو جزءًا من الجامعة الفيدرالية لنيوزيلندا، وأصدرت درجات علمية باسمها. [بحاجة لمصدر]
تشتهر أوتاغو بحياتها الطلابية النابضة بالحياة، ولا سيما تسطيحها، والتي غالبًا ما تكون في المنازل القديمة. طلاب أوتاغو (Scarfies) لديهم تقليد طويل الأمد في تسمية شققهم. يأتي لقب "Scarfie" من عادة ارتداء وشاح خلال فصول الشتاء الباردة الجنوبية. تعترف أغنية التخرج بالجامعة، Gaudeamus igitur ، iuvenes dum Sumus («دعونا نفرح ونحن صغار»)، بأن الطلاب سيستمرون في الارتقاء إلى مستوى التحدي، إن لم يكن دائمًا بالطريقة المقصودة. مجلة طلاب الجامعة، Critic وهي أطول مجلة طلابية في نيوزيلندا.
أدت العظمة المعمارية والحدائق المصاحبة لجامعة أوتاجو إلى تصنيفها كواحدة من أجمل حرم الجامعات في العالم من قبل صحيفة الديلي تلغراف البريطانية وموقع الأخبار الأمريكي على الإنترنت هافينغتون بوست.

## تاريخ الجامعة
كانت خطة جمعية أوتاغو للاستيطان الأوروبي في جنوب نيوزيلندا، التي تم وضعها وفقًا لمبادئ إدوارد جيبون ويكفيلد في أربعينيات القرن التاسع عشر، تتوخى إنشاء جامعة.

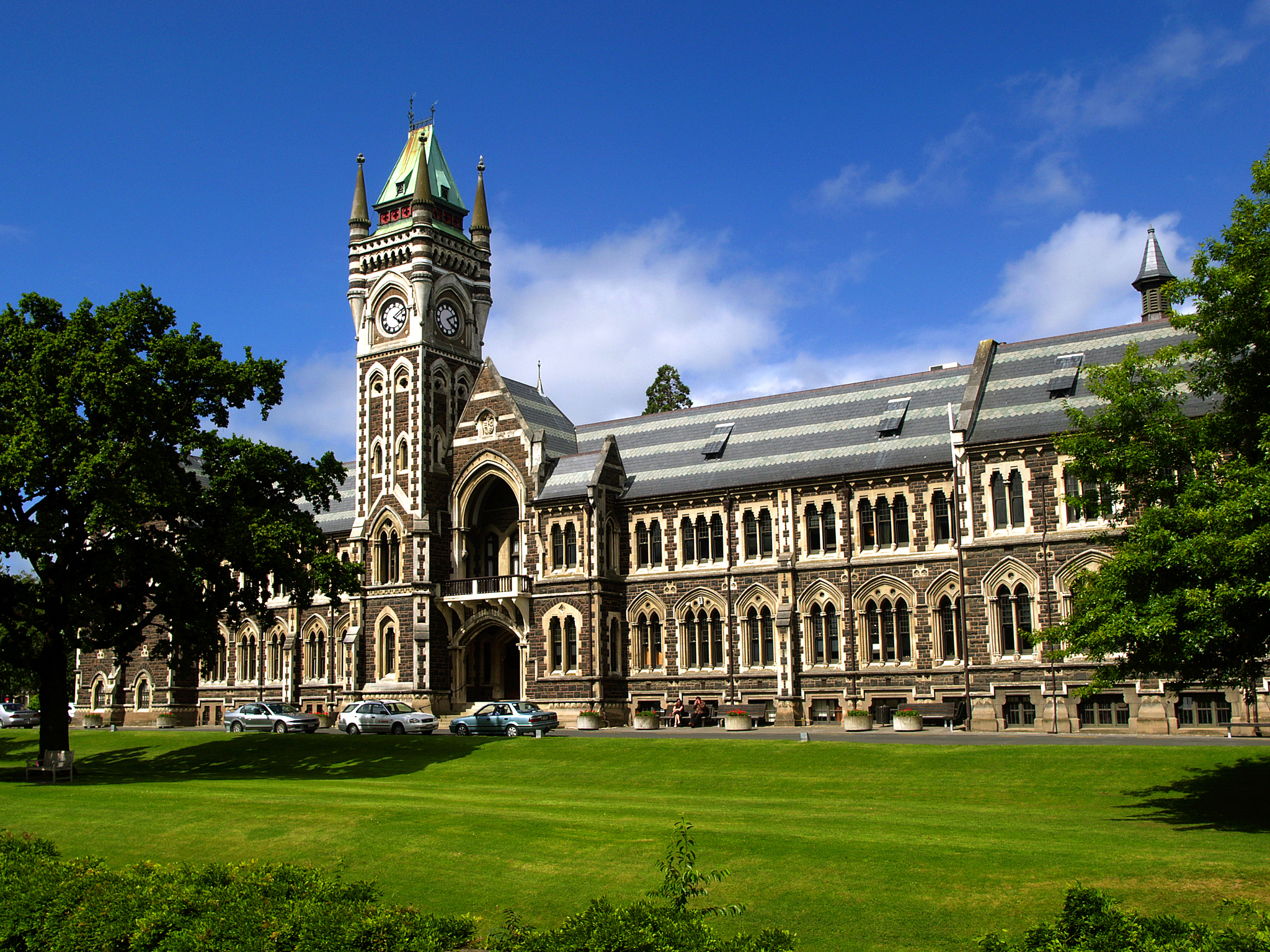
مبنى التسجيل (مبنى برج الساعة) ، باتجاه الشرق

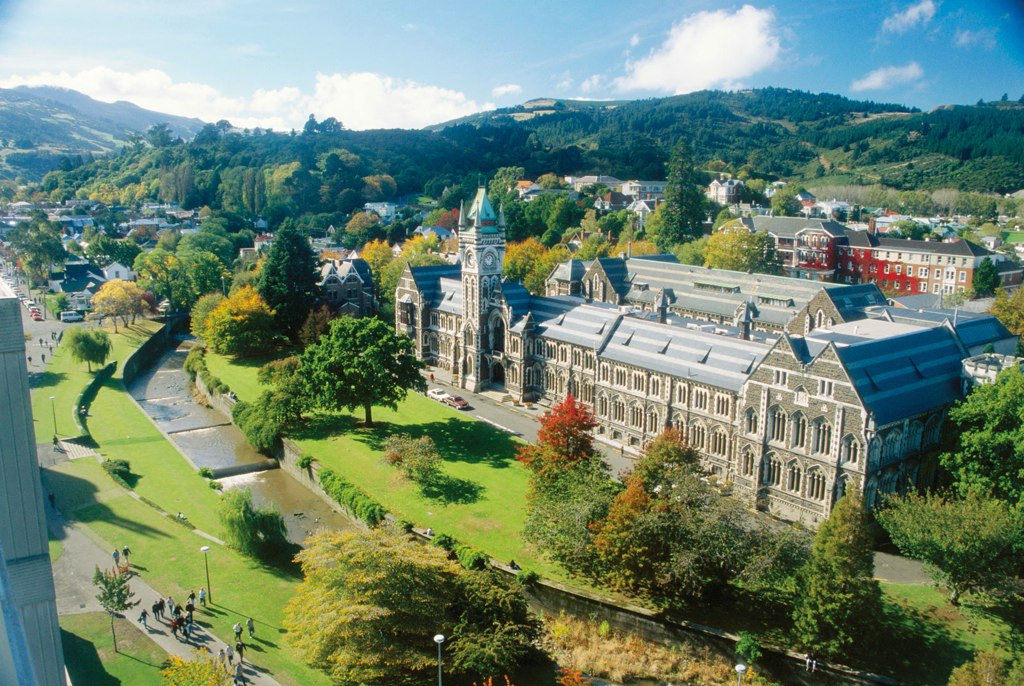
منظر جوي للحرم الجامعي في دنيدن. تجري مياه ليث في الوسط.

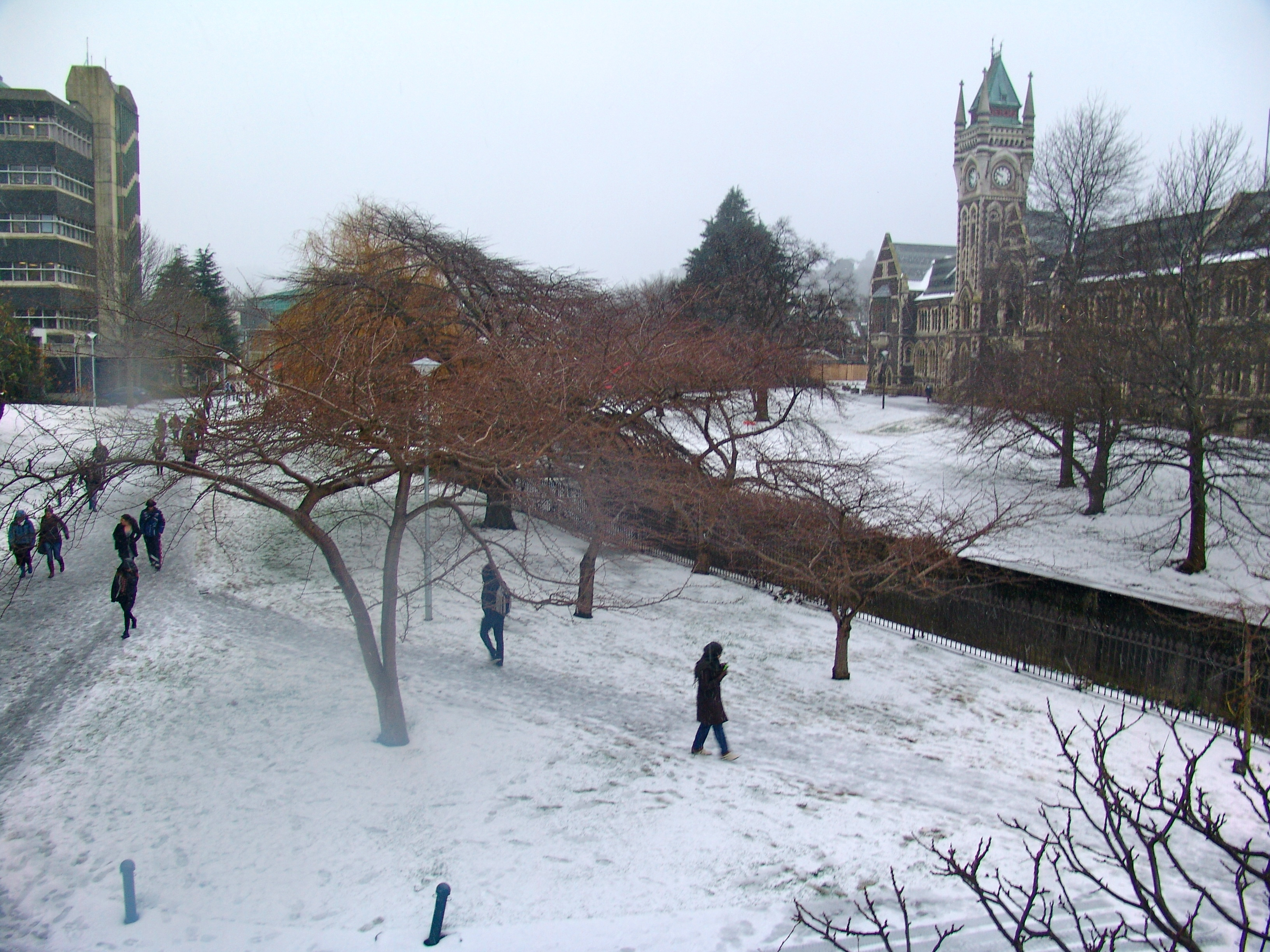
الحرم الجامعي في دنيدن في الشتاء

حث زعماء دنيدن، توماس بيرنز وجيمس ماكاندرو، مجلس مقاطعة أوتاجو خلال ستينيات القرن التاسع عشر على تخصيص أرض تابعة لمعهد التعليم العالي. أنشأ المجلس الجامعة في عام 1869 بموجب مرسوم منحها 100000 فدان (400 كم 2) م ن الأراضي وسلطة منح درجات علمية في الآداب والطب والقانون والموسيقى. تم تسمية بيرنز مستشارًا لكنه لم يعش لرؤية الجامعة مفتوحة في 5 يوليو 1871.
منحت الجامعة درجة واحدة فقط إلى ألكسندر وات ويليامسون، قبل أن تصبح كلية منتسبة إلى الجامعة الفيدرالية لنيوزيلندا في عام 1874. مع حل والغاء جامعة نيوزيلندا في عام 1961 وإقرار قانون تعديل جامعة أوتاجو لعام 1961، استأنفت الجامعة سلطتها في منح الشهادات.
في الأصل كانت تعمل الجامعة من مبنى مكتب بريد ويليام ماسون الواقع في شارع برينسيس، وتم نقلها إلى برج الساعة ومباني الجيولوجيا في ماكسويل بيري في عامي 1878 و 1879. تطور هذا إلى مجمع برج الساعة، وهو مجموعة رائعة من المباني القوطية التي تم إحياؤها في قلب الحرم الجامعي. هذه المباني مستوحاة من المبنى الرئيسي الجديد آنذاك في جامعة غلاسكو في اسكتلندا.
كانت أوتاغو أول جامعة في أستراليا تسمح للمرأة بالحصول على شهادة في القانون. تخرجت إثيل بنجامين  في ليسانس الحقوق في عام 1897. وفي وقت لاحق من ذلك العام أصبحت أول امرأة في الإمبراطورية البريطانية تظهر كمستشارة في المحكمة.